# 미나미 하루오
미나미 하루오(三波 春夫, 1923년 7월 19일 ~ 2001년 4월 14일)는 일본의 가수이다. 1939년, 16세의 나이에 낭곡사로 데뷔한다. 하지만 1944년, 21세의 나이로 일본 육군 관동군에 징병되어 만주에서 복무 생활을 했었다. 하지만 패전을 만주에서 맞이했고, 패전 후 4년간 시베리아 억류 생활을 겪으면서 소련하면 이를 갈 게 되는 보수주의자 겸 반공주의자가 되었다. 귀국 후 1957년에 가요계로 데뷔하여 수 많은 명곡들을 남겼다. 로쿄쿠시 출신이라 그런지 로쿄쿠를 가요로 만든 8~10분 짜리 로쿄쿠 장편 가요 시리즈로도 유명하다. 호상일대 키노쿠니야 분자에몬, 겐로쿠명창보 타와라보시 겐바 등. 특히 추신구라 관련 곡이 정말 많은데 미나미 하루오의 로쿄쿠를 모두 모으면 추신구라 라디오 드라마가 만들어진다는 농담도 있을 정도다. 말년에는 개인적 연구를 바탕으로 역사서를 썼다. 그리고 전립선암 판정을 받고 2001년 4월 14일 도쿄도내의 병원에서 77세를 일기로 별세하였다.